# Sporting Club Centro Giovani Calciatori Viareggio (hockey su pista)
Lo Sporting Club Centro Giovani Calciatori Viareggio A.S.D. è una società italiana di hockey su pista con sede a Viareggio. I suoi colori sociali sono il bianco e il nero. Fu costituita nel 1947. Nel 1969, la Società Pattinatori Viareggini, anch'essa creata nel 1947, si fonde nel CGC, creando l'attuale sezione.

## Storia

### Gli anni settanta
La sezione hockey venne creata nel 1969 dalla fusione con la Società Pattinatori Viareggini, fondata nel 1947, raccogliendo l'eredità di un buon movimento di giocatori già negli anni trenta, dovuto alla presenza di numerose piste di pattinaggio. La prima partita ufficiale fu giocata nel febbraio 1938 contro il Pisa. Nel 1970 arrivò la prima promozione nella massima serie. Gli anni settanta videro il Centro scendere in serie B e risalire in Serie A (1973 e 1976). Riccardo Pardini fu il giocatore simbolo di quegli anni conquistando anche la maglia azzurra della Nazionale Italiana.
Nel 1976, nonostante militasse in serie B, il Centro raggiunse la finale di Coppa Italia dove venne sconfitto dal Novara che in quegli anni dominava il campionato. In quella squadra esordì il giovane portiere Alessandro Cupisti.

### Gli anni ottanta
Nei primi anni ottanta continuò la tradizione "basca" viareggina e dal proprio vivaio il Centro pescò tra gli altri Gino Marabotti, Paolo Maggi, Mauro Cinquini, Silvano Paoli ed i portieri Alessandro Pardini e Lamberto Mazzoni.
Dopo una retrocessione, seguì una promozione: 1985. Il Centro acquistò due giocatori argentini: Nelson Jaime e Carlos Moreta e rientrò dal Castiglione della Pescaia Gino Marabotti. Oltre ad Alessandro Barsi, entrarono in squadra anche gli attaccanti del vivaio Alessandro Bertolucci e Sergio Mazzoni, nonché il portiere Andrea Gemignani: tre quarti della Juniores campione d'Italia del 1987 (titolo poi revocato a tavolino).
È proprio nella stagione 1986-1987 che il Centro sfiora la finale-scudetto.

### Gli anni novanta
Il Centro vinse Novara e raggiunse la seconda semifinale scudetto della sua storia nel 1991-1992.

### Gli anni duemila
Dopo la retrocessione in Serie A-2, nel 2002 ritorna in serie A-1. Dal vivaio arrivano Nicola Palagi e Leonardo Barozzi, da San Juan (Argentina) il difensore Juan Luis Travasino. Nella stagione 2004-2005 torna in semi-finale dopo 13 anni. Nel campionato successivo, Il Centro acquista altri due argentini: Sebastian Molina (ex Novara) e Martin Montivero (ex Bassano). E per il secondo anno consecutivo raggiunge la semi-finale.

Nella stagione 2006-2007 torna a vestire la maglia bianconera Francesco Dolce. Il Centro fa un ulteriore sforzo ed ingaggia il nazionale Leonardo Squeo.

Il 26 aprile 2007, vincendo (4 a 1) a Bassano del Grappa raggiunge la prima finale scudetto.

Nella stagione seguente il Centro acquista dal Prato l'argentino Juan Bustos Soria e il portiere Federico Stagi.

Al compimento del 60º (1947-2007), viene consegnata la Stella d'Oro al Merito sportivo al CGC Viareggio.

Per il secondo anno consecutivo il Centro riesce a vincere a Bassano (4-2) e conquistare la finale: 16 maggio 2008.
Il 24 maggio 2008 vince gara-1 (3-2) e una settimana dopo per gara-3 i bianconeri sconfiggono Follonica (7-6).
Il 4 giugno 2008 (gara-4), i viareggini vengono eliminati.
Nella stagione 2008-2009 partiti Soria e Molina, torna a vestire la maglia bianconera Alberto Orlandi. La squadra accede alla semifinale di Coppa CERS. Il risultato è terzo posto in campionato, eliminazione dalla finale CERS da parte del Lloret de Mar e semifinale play-off.
La stagione successiva vede la squadra bianconera raggiungere la seconda finale di Coppa Italia, perdendola. Sarà il massimo traguardo stagionale.

### Gli anni duemiladieci
Finale dei play-off scudetto 2010-2011, gara-3
Viareggio, PalaBarsacchi, 7 giugno 2011

 CGC Viareggio 4
 Marzotto Valdagno 3

CGC Viareggio: Barozzi, Carmazzi, Motaran, M. Mariotti, E. Mariotti, Deinite, Palagi, Orlandi, A. Bertolucci, M. Bertolucci. Allenatore: M. Mariotti

Marzotto Valdagno: Oviedo, Vallortigara, Travasino, Randon, Panizza, Rigo, Nicolia, Antezza, Tataranni, Bertagnin. Allenatore: Marozin

Arbitri: Fermi e Barbarisi

Marcatori:  6'59" Orlandi (VG),  10'06" Nicolia (VA),  15'48" E. Mariotti (VG),  16'48" Antezza (VA),  24'59" Orlandi (VG),  38'38" M. Bertolucci (VG),  45'35" Nicolia (VA)
La stagione 2010-2011 vede per la società viareggina, la conquista del primo trofeo nazionale della sua storia, la Coppa Italia, al termine di un doppio confronto contro il Valdagno (5-5 all'andata e 5-4 al golden goal nel ritorno). Gli acquisti sono stati il ritorno dopo 20 anni alla casa madre di Mirko e Alessandro Bertolucci, l'allenatore Massimo Mariotti, Davide Motaran e Farran, quest'ultimo sostituito da Enrico Mariotti nel mercato di gennaio. I bianconeri vincono la stagione regolare.
Ai play-off Viareggio vince tutte le partite: elimina il Sarzana, poi il Breganze e infine vince contro il Valdagno in finale con un secco 3-0 nella serie. Il 7 giugno 2011 diventa per la prima volta Campione d'Italia.
In questa stagione la rosa del Viareggio è composta da 7 viareggini su 10.

Nella stagione successiva, il Presidente Palagi conferma tutta la squadra e acquista dal Porto il forte attaccante Emanuel Garcia. Dopo il Campionato Mondiale di San Juan 2011, il Viareggio in campionato ottiene il secondo posto durante la regular season e la finale scudetto.

L'organico della squadra per il campionato 2012-13 viene ridotto con le partenze di E. Mariotti e dello storico capitano Nicola Palagi. La squadra è finalista coppa Italia e finalista scudetto.
Il budget per l'anno successivo è ridotto: partono Orlandi e Garcia. Al loro posto vengono ingaggiati Martin Montivero (un ritorno) e Fernando Montigel, due argentini. La stagione 2013-14 inizia con la vittoria della Supercoppa italiana. A metà stagione la squadra di Mariotti centra la finale di Coppa Italia contro il Breganze. In campionato si classifica al quarto posto. Ai play-off viene eliminato ai quarti dal Bassano.
Per la stagione 2014-2015 partono Motaran e Montivero. Viene allestito un progetto di giovani, appena retrocessi, ma del vivaio della società. Alessandro Bertolucci ricopre il doppio ruolo di allenatore-giocatore per la prima volta in carriera. La società ottiene il secondo posto in campionato, finale di coppa Italia persa contro il Breganze ai supplementari con il golden gol (4-3), finale scudetto persa contro il Forte dei Marmi in gara 5.
Nonostante gli acquisti dello spagnolo Jepi Selva, nel mercato estivo, e del portoghese Sergio Silva, nel mercato di riparazione invernale, il Viareggio si classifica al quinto posto. In semifinale scudetto troverà il Forte dei Marmi. Per designare chi passerà il turno, occorrerà gara-3, la bella. Ancora una volta sarà una partita vinta ai supplementari al golden gol dal Forte dei Marmi.
Nella stagione successiva i bianconeri perderanno la Coppa Cers per 4-2. La stagione si concluderà in gara 5 di semifinale scudetto contro il Lodi.
Nonostante l'acquisto del celebre giocatore portoghese Reinaldo Ventura, anche se non più giovane, il Viareggio disputerà ben 4 semi-finali (SuperCoppa Europea, SuperCoppa Italiana, Coppa Italia, Scudetto) nella stagione 2017-18, senza mai raggiungere la finale.
Altra grande impresa nella stagione 2018-19, il Viareggio, nonostante il quinto posto in classifica, riesce ad eliminare nei play-off prima il Breganze e poi addirittura il Lodi (primo in classifica). Accede così alla sua settima finale-scudetto.
Si conclude un periodo d'oro per il CGC Viareggio con 7 finali scudetto, 5 finali di Coppa Italia, 2 Supercoppa e 1 finale di Coppa CERS. Purtroppo la fortuna non arride mai ai colori bianconeri e i trofei in bacheca sono solo 3.

### Gli anni duemilaventi
Il nuovo decennio si apre con la pandemia Covid-19 e sospenderà tutti i campionati. La società bianconera è costretta ad alzare bandiera bianca e per la stagione 2020-2021 si iscrive in Serie A2. Dopo due anni di campionato cadetto, ottiene la promozione in Serie A1. Ma nella stagione successiva, 2022-23, retrocede solo dopo un anno, perdendo il play-out.
Pronto riscatto l'anno seguente: la squadra bianconera, vincendo quasi tutte le partite, ottiene sia la promozione in serie A-1, arrivando prima, e sia la Coppa Italia A-2.

## Cronistoria
| Cronistoria del CGC Viareggio |
| --- |
| - 1947 · Il 14 aprile viene fondata la Società Pattinatori Viareggini. - 1947 · Promozione. - 1948 · Promozione. - 1949 · Promozione. - 1950 · Serie C. - 1951 · Serie C. - 1952 · Serie C. - 1953 · Serie C. - 1954 · Serie C. - 1955 · Serie C. - 1956 · Serie C. - 1957 · Serie C. Promosso in Serie B - 1958 · 7° in Serie B. - 1959 · Serie B. - 1960 · Serie B. - 1961 · Serie B. Retrocesso in Serie C. - 1962 · Serie C. - 1963 · Serie C. - 1964 · Serie C. - 1965 · Serie C. - 1966 · Serie C. - 1967 · Serie C. Promosso in Serie B. - 1968 · 4º nel girone B della Serie B. Eliminato al Primo Turno di Coppa Italia - 1969 · 3º nel girone B della Serie B. Eliminato al Primo Turno di Coppa Italia 1969 · Il 10 novembre, la S.P.V. si fonde nel CGC Viareggio, creando l'attuale sezione. - 1970 · 1º nel girone B della Serie B. Promosso in Serie A. Eliminato ai Quarti di finale di Coppa Italia - 1971 · 9º in Serie A. Eliminato al Primo Turno di Coppa Italia - 1972 · 11º in Serie A. Retrocesso in Serie B. Eliminato al Primo Turno di Coppa Italia - 1973 · 1ª Serie B girone A. Promosso in Serie A. Edizione di Coppa Italia non disputata. - 1974 · 11º in Serie A. Retrocesso in Serie B. Eliminato ai Quarti di finale di Coppa Italia - 1975 · 2° in Serie B girone B. Eliminato al Primo Turno di Coppa Italia - 1976 · 1° in Serie B girone A. Promosso in Serie A. Finalista in Coppa Italia - 1977 · 9º in Serie A. Eliminato al Primo Turno di Coppa Italia - 1978 · 9º in Serie A. Eliminato al Primo Turno di Coppa Italia - 1979 · 12º in Serie A. Edizione di Coppa Italia non disputata. - 1979-1980 · 12º in Serie A. Eliminato ai Quarti di finale di Coppa Italia - 1980-1981 · 7º in Serie A. Eliminato ai Quarti di finale di Coppa Italia - 1981-1982 · 6º in Serie A. Eliminato al Primo Turno di Coppa Italia - 1982-1983 · 12º in Serie A. Retrocesso in Serie A2. Eliminato al Primo Turno di Coppa Italia - 1983-1984 · 7º in Serie A2. Eliminato al Primo Turno di Coppa Italia - 1984-1985 · 3° in Serie A2. Promosso in Serie A1. Eliminato agli ottavi di finale di Coppa Italia. Eliminato agli ottavi di finale dei play-off scudetto. - 1985-1986 · 8º in Serie A1. Eliminato nei quarti di finale play-off scudetto Eliminato agli ottavi di finale di Coppa Italia. - 1986-1987 · 3º in Serie A1. Eliminato in Semifinale play-off scudetto Eliminato in Semifinale di Coppa Italia. - 1987-1988 · 8º in Serie A1. Eliminato ai quarti di finale play-off scudetto. Eliminato al primo turno di Coppa Italia. Eliminato ai quarti di finale della Coppa CERS. - 1988-1989 · 6º in Serie A1. Eliminato ai quarti di finale play-off scudetto. Eliminato ai quarti di finale di Coppa Italia. - 1989-1990 · 11º in Serie A1. Eliminato ai quarti di finale di Coppa Italia. - 1990-1991 · 12º in Serie A1. Salvo, dopo aver vinto il Play-out. Edizione di Coppa Italia non disputata. - 1991-1992 · 6º in Serie A1. Eliminato in semifinale play-off scudetto. Edizione di Coppa Italia non disputata. - 1992-1993 · 8º in Serie A1. Eliminato al turno preliminare play-off scudetto. Eliminato ai quarti di finale di Coppa Italia. Eliminato al primo turno della Coppa CERS - 1993-1994 · 10º in Serie A1. Eliminato al secondo turno di Coppa Italia. - 1994-1995 · 9º in Serie A1. Eliminato al primo turno di Coppa Italia. - 1995-1996 · 11º in Serie A1. Retrocesso in Serie A2. Eliminato al primo turno di Coppa Italia. - 1996-1997 · 11º in Serie A1. Retrocesso in Serie A2. Eliminato al primo turno di Coppa Italia. - 1997-1998 · 5° in Serie A2 girone B. - 1998-1999 · 6° in Serie A2 girone B. - 1999-2000 · 5° in Serie A2 girone B. - 2000-2001 · 4° in Serie A2 girone B. - 2001-2002 · 1° in Serie A2 girone B. Promosso in Serie A1. Eliminato in semifinale di Coppa di Lega. - 2002-2003 · 11º in Serie A1. Salvo, dopo aver vinto il Play-out. Eliminato alla prima fase a gironi di Coppa Italia. - 2003-2004 · 9º in Serie A1. Eliminato alla prima fase a gironi di Coppa Italia. - 2004-2005 · 5º in Serie A1, eliminato in semifinale dei play-off scudetto. Eliminato alla seconda fase a gironi di Coppa Italia. - 2005-2006 · 4º in Serie A1, eliminato in semifinale dei play-off scudetto. Eliminato alla seconda fase a gironi di Coppa Italia. Eliminato al primo turno della Coppa CERS. - 2006-2007 · 3º in Serie A1, finalista dei play-off scudetto. Eliminato alla seconda fase a gironi di Coppa Italia. Eliminato al primo turno della Champions League - 2007-2008 · 3º in Serie A1, finalista dei play-off scudetto. Eliminato alla prima fase a gironi di Coppa Italia. Eliminato agli ottavi di finale della Coppa CERS - 2008-2009 · 3º in Serie A1, eliminato in semifinale dei play-off scudetto. Eliminato alla seconda fase a gironi di Coppa Italia. Eliminato in semifinale della Coppa CERS - 2009-2010 · 7º in Serie A1, eliminato nei quarti di finale dei play-off scudetto. Finalista in Coppa Italia. Eliminato alla prima fase di Coppa di Lega. Eliminato alla fase a gironi dell'Eurolega. - 2010-2011 · Campione d'Italia (1º titolo). Vince la Coppa Italia (1º titolo). Eliminato alla fase a gironi dell'Eurolega - 2011-2012 · 2º in Serie A1, finalista dei play-off scudetto. Eliminato alla seconda fase a gironi di Coppa Italia. Finalista in Supercoppa italiana. Eliminato alla fase a gironi dell'Eurolega. - 2012-2013 · 2º in Serie A1, finalista dei play-off scudetto. Finalista in Coppa Italia. Eliminato alla fase a gironi dell'Eurolega. - 2013-2014 · 4º in Serie A1, eliminato nei quarti di finale dei play-off scudetto. Finalista in Coppa Italia. Vince la Supercoppa italiana (1º titolo). Eliminato alla fase a gironi dell'Eurolega. - 2014-2015 · 2º in Serie A1, finalista dei play-off scudetto. Finalista in Coppa Italia. Eliminato agli ottavi Finali della Coppa CERS. - 2015-2016 · 5º in Serie A1, eliminato in semifinale dei play-off scudetto. Eliminato ai quarti di finale della Coppa Italia. Eliminato alla fase a gironi dell'Eurolega. - 2016-2017 · 3º in Serie A1, eliminato in semifinale dei play-off scudetto. Eliminato in semifinale della Coppa Italia. Finalista della Coppa CERS. - 2017-2018 · 4º in Serie A1, eliminato in semifinale dei play-off scudetto. Eliminato in semifinale della Coppa Italia. Eliminato alla fase a gironi dell'Eurolega. Eliminato in semifinale della Coppa Continentale. - 2018-2019 · 5º in Serie A1, finalista dei play-off scudetto. Eliminato ai quarti di finale di Coppa Italia. Eliminato ai quarti di finale della Coppa WSE. - 2019-2020 · 7º in Serie A1 Auto-Retrocessione . Qualificato alla Coppa Italia, ma edizione non svoltasi. Stagione interrotta a causa della pandemia di COVID-19. - 2020-2021 · 1º in Serie A2 Girone B. Eliminato in semifinale dei play-off promozione. Perde la finale di Coppa Italia Serie A2. - 2021-2022 · 6º in Serie A2 Girone B. Vince i play-off promozione Promosso in Serie A1. Non si qualifica alla Finale della Coppa Italia di Serie A2. - 2022-2023 · 12º In Serie A1. Retrocesso in Serie A2, dopo aver perso il play-out. 12° - Non Qualificato alla Coppa Italia. - 2023-2024 · 1º in Serie A2 Girone B. Promosso in Serie A1. Vince la Coppa Italia A2 (1º titolo). - 2024-2025 · 10º in Serie A1. Eliminato al Primo Turno Play-off scudetto. 9° - Non Qualificato alla Coppa Italia. - 2025-2026 · in Serie A1. |

## Colori e simboli
Dal 1947 al 1969, i colori erano: maglia rossa con una V sul petto e pantaloncini neri, simboli della Società Pattinatori Viareggini (SPV). Con la fusione nel CGC Viareggio, i colori cambiano in bianco-nero a strisce verticali per la maglia. I pantaloncini normalmente sono bianchi (possono variare in neri).
Il gagliardetto è un triangolo isoscele a vertice basso, bordato di color oro, scritta in alto Viareggio in color oro, come la bisettrice, a sinistra area bianca, a destra area nera. Nel centro CGC in color oro.

## Strutture
Dal 1947 al 1965 La SPV giocava nella pista "Pino sul tetto" in Pineta di Ponente. Poi nella pista "Berchielli" sul lungomolo in Darsena. Dal 1971 il CGC gioca al PalaBarsacchi.

## Società
Il CGC Viareggio è una polisportiva. Essa è famosa in Italia per l'organizzazione del Torneo Internazionale di calcio giovanile "Coppa Carnevale" (detto anche Torneo di Viareggio).

## Allenatori, Presidenti, Capitani
- 1947-1968 ???
- 1969  Aldo Bargellini
- 1970  Aldo Bargellini
- 1971  Alfredo Cupisti
- 1972  Aldo Bargellini
- 1973  Mario Coppola
- 1974  Mario Coppola

poi  Aldo Bargellini
- 1975  Aldo Bargellini
- 1976  Aldo Bargellini
- 1977  Alfredo Cupisti
- 1978  Fulvio Aloisi
- 1979  Fulvio Aloisi
- 1979-1982  Aldo Bargellini
- 1982-1983  Luciano Gianassi

poi  Aldo Bargellini
- 1983-1987  Moreno Cosci
- 1987-1988  Moreno Cosci

poi  Marco Bresciani
poi  Moreno Cosci
- 1988-1989  Jorge Vicente
- 1989-1990  Riccardo Pardini
- 1990-1992  Francesco Martini
- 1992-1993  Francesco Martini

poi  Alessandro Barsi
- 1993-1994  Alessandro Barsi
- 1994-1995  Alessandro Barsi

poi  Moreno Cosci
- 1995-1997  Moreno Cosci
- 1997-2001 ???
- 2001-2010  Alessandro Cupisti
- 2010-2014  Massimo Mariotti
- 2014-2018  Alessandro Bertolucci
- 2018-2020  Francesco Dolce
- 2020-2023  Massimo Mariotti

poi  Raffaele Biancucci
- 2023-2024  Raffaele Biancucci
- 2024-2025  Alessandro Cupisti
- 2025-       Mirco De Gerone

- 1947-1974  Torquato Bresciani
- 1974-1986  Paolo Giusti
- 1986-1989  Alberto Nava
- 1989-1990  Milziade Caprili
- 1990-1992  Antonio Nicoletti
- 1992-1993  Sauro Iacopini
- 1993-1995  Aristodemo Badioli
- 1995-1997  Gianfranco Michelotti
- 1997-2000  Graziano Giannessi
- 2000-2002  Aristodemo Badioli
- 2002-  Alessandro Palagi

- 1947-1969 ???
- 1970-1972  Aldo Bargellini
- 1973-1974  Franco Palagi
- 1975-1979  Paolo Bandieri
- 1979-1982  Gino Marabotti
- 1982-1983  Mauro Cinquini
- 1983-1989  Silvano Paoli
- 1989-1994  Alessandro Giovannoni
- 1994-1995  Alessandro Barsi
- 1995-2001  Stefano Camporeggi
- 2001-2003  Alessandro Cupisti
- 2003-2012  Nicola Palagi
- 2012-2014  Leonardo Barozzi
- 2014-2019  Nicola Palagi
- 2019-2020  Leonardo Barozzi
- 2020-2021  Samuele Muglia
- 2021-2022  Andrea Gemignani
- 2022-  Romeo D'Anna

## Palmarès

### Competizioni nazionali
- Campionato italiano: 1

2010-2011
- Coppa Italia: 1

2010-2011
- Supercoppa italiana: 1

2013

### Altre competizioni nazionali
- Campionato italiano di serie B/A2: 6

1970, 1973, 1976, 2001-2002, 2021-2022, 2023-2024
- Coppa Italia/Lega A2: 1

2023-2024

## Statistiche

### Partecipazioni ai campionati
| Livello | Categoria  | Partecipazioni | Debutto   | Ultima stagione | Totale |
| ------- | ---------- | -------------- | --------- | --------------- | ------ |
| 1º      | Serie A    | 10             | 1971      | 1982-1983       | 43     |
| 1º      | Serie A1   | 33             | 1985-1986 | 2025-2026       | 43     |
| 2º      | Serie B    | 10             | 1958      | 1976            | 20     |
| 2º      | Serie A2   | 10             | 1983-1984 | 2023-2024       | 20     |
| 3º      | Promozione | 3              | 1947      | 1949            | 17     |
| 3º      | Serie C    | 14             | 1950      | 1967            | 17     |

In 80 stagioni sportive disputate, a partire dall'esordio nella Promozione Toscana nel 1947, 43 sono di massimo livello.

### Partecipazioni al di fuori del campionato
| Competizione             | Partecipazioni | Debutto   | Ultima stagione | Totale |
| ------------------------ | -------------- | --------- | --------------- | ------ |
| Play-Off Finale Scudetto | 7              | 2006-2007 | 2018-2019       | 20     |
| Play-Off Semi-Finale     | 8              | 1986-1987 | 2017-2018       | 20     |
| Play-Off Quarti-Finale   | 5              | 1985-1986 | 2013-2014       | 20     |
| Play-out                 | 3              | 1990-1991 | 2022-2023       | 3      |

### Partecipazione alle coppe nazionali
| Competizione        | Partecipazioni | Debutto   | Ultima stagione |
| ------------------- | -------------- | --------- | --------------- |
| Coppa Italia        | 43             | 1968      | 2018-2019       |
| Supercoppa italiana | 2              | 2011      | 2013            |
| Coppa di Lega       | 2              | 1984-1985 | 2009-2010       |
| Federation Cup      | 1              | 2017-2018 | 2017-2018       |
| Coppa Italia A2     | 2              | 2020-2021 | 2023-2024       |

La prima edizione di Coppa Italia è stata nel 1966. Non sono state disputate le edizioni del: 1973,1979,1990-1991,1991-1992,2019-2020

### Partecipazioni alle coppe europee
| Competizione          | Partecipazioni | Debutto   | Ultima stagione | Totale |
| --------------------- | -------------- | --------- | --------------- | ------ |
| CERH Champions League | 1              | 2006-2007 | 2006-2007       | 8      |
| Eurolega              | 7              | 2009-2010 | 2017-2018       | 8      |
| Coppa CERS            | 7              | 1987-1988 | 2016-2017       | 8      |
| Coppa WSE             | 1              | 2018-2019 | 2018-2019       | 8      |
| Coppa Continentale    | 1              | 2017-2018 | 2017-2018       | 1      |

## Organico

### Giocatori
| N° | Naz.                 | Ruolo | Sportivo           |  |  |  |
| -- | -------------------- | ----- | ------------------ |  |  |  |
| 94 | Italia (bandiera)    | E     | Gregorio Antonini  |  |  |  |
| 5  | Italia (bandiera)    | E     | Niccolò Puccinelli |  |  |  |
| 7  | Italia (bandiera)    | E     | Liam Rosi          |  |  |  |
| 11 | Italia (bandiera)    | E     | Romeo D'Anna       |  |  |  |
| 17 | Argentina (bandiera) | P     | Pablo Gomez        |  |  |  |
| 9  | Italia (bandiera)    | E     | Samuele Muglia     |  |  |  |
| 8  | Italia (bandiera)    | E     | Elia Cinquini      |  |  |  |
| 1  | Italia (bandiera)    | E     | Luca Lombardi      |  |  |  |
| 10 | Italia (bandiera)    | P     | Filippo Poletti    |  |  |  |
| 55 | Italia (bandiera)    | E     | Federico Ambrosio  |  |  |  |
| 99 | Spagna (bandiera)    | E     | Enric Torner       |  |  |  |

### Staff tecnico
- Allenatore:  Mirco De Gerone
- Allenatore in seconda:
- Direttore Sportivo:  Nicola Palagi
- Preparatore atletico: Ennio Belli
- Medico sociale: Dott. Michele Gemignani
- Meccanico: Alberto Fortuna

## Tifoseria

### Storia
Fin dai primi anni '70, la squadra viene seguita anche in trasferta con l'organizzazione di diversi pullman sotto la scritta generica di Ultras. Nel 1984 nasce il gruppo Wild Boys, che diventerà l'asse portante del tifo organizzato. Non solo trasferte, ma anche coreografie. Negli anni 2000, arrivano Gruppo Autonomo prima e Curva Est poi. Nel 2024 si unisce il nuovo gruppo Brigata Muraglione a sostenere i bianconeri

### Gemellaggi e rivalità
I tifosi del CGC Viareggio non intrattengono gemellaggi nel campionato di hockey pista.
Le rivalità storiche sono con il Novara, Lodi, Monza, Valdagno, Bassano.
I derby della Toscana contro il Forte dei Marmi e Follonica hanno un ulteriore sapore campanilistico.